# عباسية فضيل
عباسية فضيل (1 مارس 1918 - 2 فبراير 1962) كانت أمينا عاما في وهران للحزب الشيوعي الجزائري وزعيمة بارزة في الحركة النسائية الجزائرية من 1943، حتى حظر المنظمة في 1954. عملت المنظمة في المقام الأول على التخفيف من حدة القضايا الاجتماعية والاقتصادية في فترة ما بعد الحرب. دعمت عباسية فضيل كلا من الحركة المناهضة للحرب واستقلال الجزائر. عملت أيضا في اللجنة التنفيذية للاتحاد النسائي الديمقراطي الدولي. كانت جزءًا من وفد أعضاء الاتحاد الذي حقق في جرائم الحرب في كوريا الشمالية في 1951. اغتيلت هي وزوجها في 1962.

## الحياة المبكرة
ولدت عباسية في 1 مارس 1918 في سيدي بلعباس في الجزائر إبان الاستعمار الفرنسي. اسم والدها دالي أحمد. تزوجت من مصطفى فضيل، أحد قادة الحزب الشيوعي الجزائري وأنجبت منه طفلين.

## المسيرة
كانت عباسية أمينا عاما إقليميا في وهران للجنة المركزية للحزب الشيوعي الجزائري، وكانت مسؤولة عن قضايا المرأة، بما في ذلك التعليم والصحة. كانت وهران واحدة من المناطق القليلة التي تضم أغلبية من الأعضاء المسلمين في الحزب الشيوعي. بشكل عام، لم يثير الشيوعيون قضية حقوق المرأة لتجنب فقدان دعم القوميين الذين عارضوا إخراج المرأة من أدوارها التقليدية. أدركت عباسية أن المظهر كان مهمًا لعملها في الحزب.